# 基爾沃巴赫河
52°12′03″N 8°27′10″E / 52.200966°N 8.452842°E

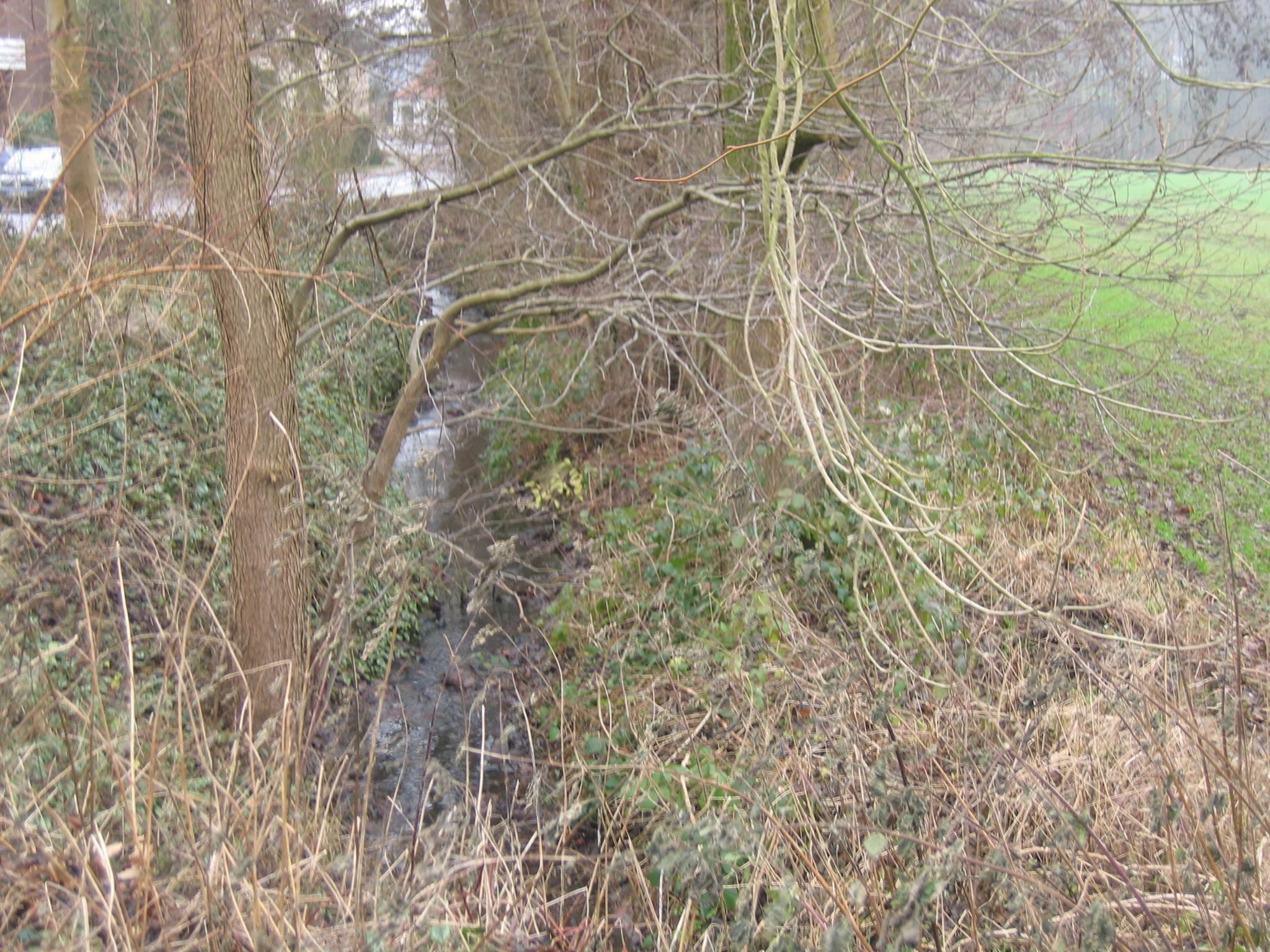

基爾沃巴赫河（德語：Kilverbach），是德國的河流，位於該國西部，處於北萊茵-威斯特法倫州，屬於埃爾瑟河的左支流，河道全長8.4公里，流域面積16.1平方公里。